# Aguas Buenas (Aguas Buenas)
Aguas Buenas es un barrio-pueblo ubicado en el municipio de Aguas Buenas en el estado libre asociado de Puerto Rico. En el Censo de 2020 tenía una población de 3083 habitantes y una densidad poblacional de 6.559,57 personas por km².

## Geografía
Aguas Buenas se encuentra ubicado en las coordenadas 18°15′23″N 66°6′20″O / 18.25639, -66.10556. Según la Oficina del Censo de los Estados Unidos, Aguas Buenas tiene una superficie total de 0.47 km², que corresponden a tierra firme.

## Demografía
Según el censo de 2010, había 1711 personas residiendo en Aguas Buenas. La densidad de población era de 3.670,12 hab./km². De los 1711 habitantes, Aguas Buenas estaba compuesto por el 73.87% blancos, el 11.46% eran afroamericanos, el 0.58% eran amerindios, el 0.18% eran asiáticos, el 11.63% eran de otras razas y el 2.28% pertenecían a dos o más razas. Del total de la población el 99.12% eran hispanos o latinos de cualquier raza.